# Американоидная раса

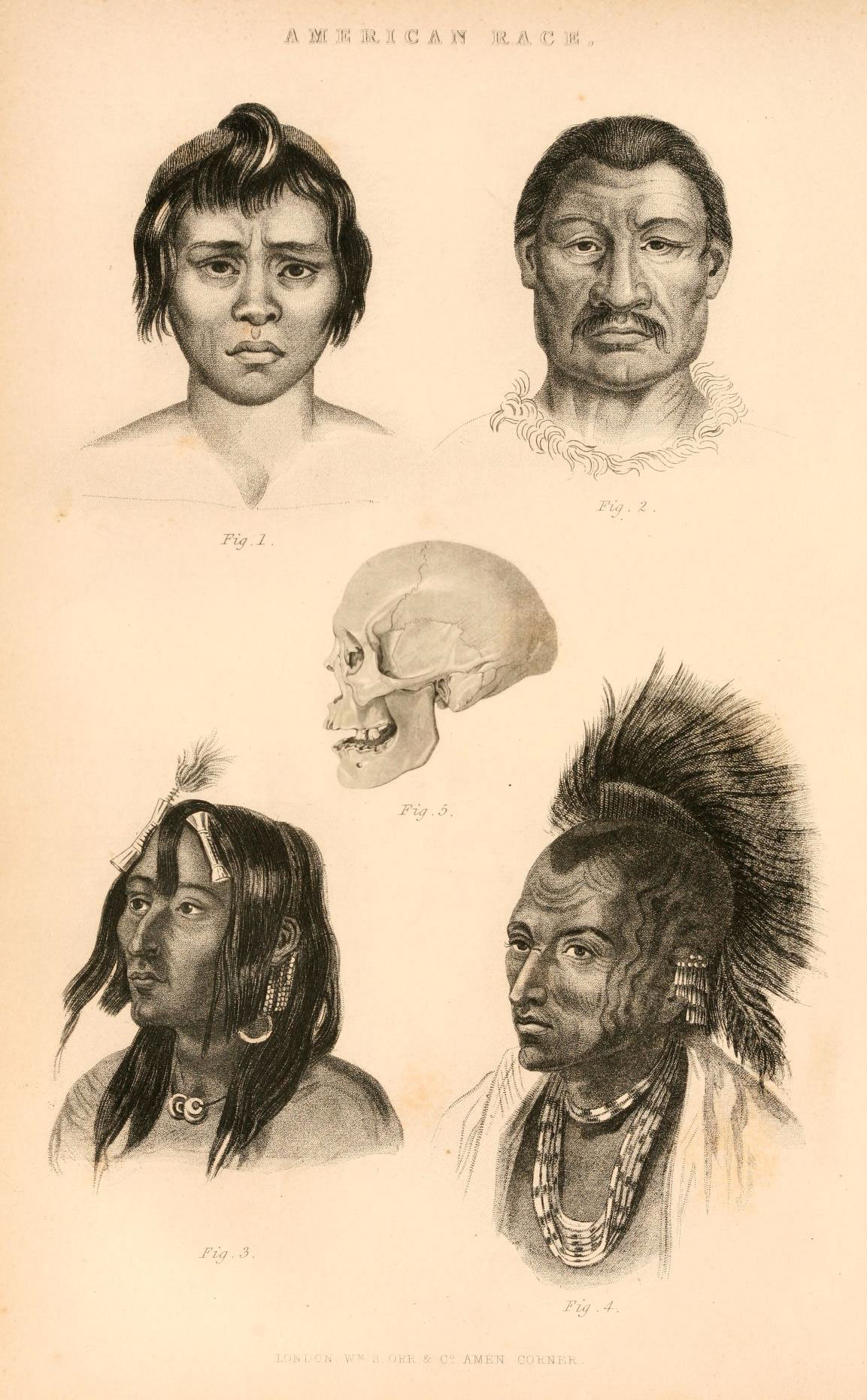
Американская раса в книге «Царство животных» 1854 года

Американоидная раса — в западной антропологии — устаревшее понятие расовой классификации, не используемое в науке ввиду дискредитации представлений о расе как о биологической категории; в традиционной, в том числе советской и российской антропологии — раса, распространённая в Северной и Южной Америке. Американоиды характеризуются прямыми чёрными волосами, слабым ростом волос на лице и теле, смуглым оттенком кожи, средневыступающим прямым, иногда «орлиным», носом. Глаза чёрные, с небольшими ресницами, шире, чем у азиатских монголоидов. Эпикантус сравнительно редок у взрослых, хотя довольно част у детей. Лицо со значительным выступанием скул. Рост американоидов различный.

## Подтипы
Наиболее тёмная кожа встречается у индейцев Аризоны и Калифорнии. Иногда выделяют палеоамериканский тип, представители которого живут в некоторых областях Амазонии и на Огненной Земле — на самом юге континента. Их характерными признаками являются долихокефалия, волнистые или даже кудрявые волосы (например, в племени бакаири), низкий рост. В некоторых группах усиленный рост бороды (например, в племени сирионо).
Особо среди южноамериканских индейцев выделяются группы Патагонии, в настоящее время практически исчезнувшие. Существенной особенностью этой патагонской малой расы был очень высокий рост. Также они отличались прямым носом, брахикефалией, четырёхугольным скуластым лицом с широкой нижней челюстью, тёмно-бурой кожей.

## Американоиды и монголоиды
Традиционной точке зрения, связывающей американоидов с монголоидами, противостоит сумма фактов, отражающих большое своеобразие антропологического состава населения Нового Света, достаточное для выделения их в автономную «большую» расу, состоящую из весьма разнообразных антропологических вариантов. Неоднородность коренного доевропейского населения Нового Света плохо согласуется с принятой многими исследователями гипотезой «американского гомотипа», происходящего от одной небольшой популяции. Высокая степень дифференциации американоидов к моменту прихода европейцев свидетельствует о гетерогенном антропологическом составе волн мигрантов, впервые пришедших в Новый Свет, и/или о значительной древности коренного населения Америки.